# Acanthomintha lanceolata
Acanthomintha lanceolata là một loài thực vật có hoa trong họ Hoa môi. Loài này được Curran mô tả khoa học đầu tiên năm 1884.